# HX-DOS
HX-DOS extender je softwarový produkt, vyvíjený autorem „Japheth“. Jedná se o jeden z mnoha 32bitových DOSových extenderů, má ale jedinečnou vlastnost: umožňuje provozování softwaru psaného pro Windows v DOSu. Velká část Windows console programů takto již funguje i v DOSu (ne všechny, samozřejmě), podpora grafických (Windows GUI) programů je zatím velmi omezená (především full-screen programy založené na SDL, OGL a DirectDraw grafice). Mezi první slavné programy, které HX rozchodil v DOSu, patří kompresní program 7-Zip (console), a z GUI programů emulátor QEMU, později přibyly emulátor BOCHS, přehrávače MPlayer a GNASH, a různé (jednodušší/starší) hry. Licence je freeware (zadarmo), a také open source (zdrojový kód je k dispozici). Funguje pod různými DOSy, doporučit lze obzvláště ty nové jako FreeDOS a Enhanced-Dr-DOS. HX-DOS extender podporuje až 4 GB paměti, soubory DLL, a multi-threading (ale pouze jeden procesor). Obsahuje velmi kvalitní[zdroj?] DPMI server zvaný HDPMI, který lze použít také samostatně jako náhradu CWSDPMI nebo jiných.